# Конрад II фон Пфицинген
Конрад II фон Пфицинген (на немски: Konrad II von Pfitzingen; † сл. 1141) е господар на Пфицинген (днес в Нидерщетен) в Баден-Вюртемберг. Доказан е в документи от 1136 до 1141 г. От него произлизат господарите на Хоенлое.

## Произход
Той е единствен син на Конрад фон Пфицинген († сл. 1103) и внук на Гундело фон Пфицинген († сл. 1103).

## Фамилия
Конрад II фон Пфицинген се жени за София фон Хоенщауфен († сл. 1135/1140), незаконна дъщеря на крал Конрад III († 1152) и Герберга. Те имат децата:
- Конрад фон Вайкерсхайм (* ок. 1120 във Вайкерсхайм; † сл. 1170), господар на Вайкерсхайм и Пфицинген (1153 – 1170)
- Хайнрих фон Вайкерсхайм († сл. 1170)